# Віра Філатова
Віра Філатова,  яка тепер відома як Віра Граціадей, (нар. 6 листопада 1982, Харцизьк) — українська актриса театру, кіно і телебачення.

## Біографія
Віра Філатова народилася в Харцизьку, Донецькій області, Україна, пізніше переїхала до Великої Британії.
У 2006 році закінчила Лондонську Академію музики і драматичного мистецтва.
У 2006 році в театрі «Російські ночі» зіграла роль Неточки Незванової в однойменній моновиставі за твором Ф. М. Достоєвського. Надалі ще не раз грала цю роль в інших театрах.
Дебютувала в кіно в 2007 році. Знімалася в окремих епізодах серіалів «Привиди» (2007), «Останній детектив» (2007), «Чисто англійське вбивство» (2007), «Відділ мокрих справ» (2009), «Піп шоу» (2009), «Пуаро Агати Крісті» (2010), «Безодня»(2010), «Лікарі»(2011), «Я і місіс Джонс»(2012), «Креканорі» (2013—2014).
У 2009 році увійшла до списку найбільш сексуальних висхідних зірок британського кіно за версією журналу «Total Film».
У 2013 році Віра виступила режисером, сценаристом і продюсером фільму «Карта світу». 
З 2014-2015 року вона неодноразово висловлювалася про збройний конфлікт на Донбасі, за що піддавалася критиці з боку іноземних журналістів. У 2015 році написала статтю з цього питання для «Russia Insider». Протягом 2014-2015 років вона активно виступала за припинення вогню та висловлювала занепокоєння щодо недискримінаційного обстрілу житлових районів з Градів на Донбасі, що, за результатами розслідувань Human Rights Watch на місцях, з великою ймовірністю було здійснено силами уряду України.
У 2020 Віра взяла участь у канадсько-українському фільмі "Ті, хто нас оточують", режисером якого є Трой Рапташ. Фільм зображує історію українського фермера в Канаді, який намагається впоратися зі своїм болісним минулим та втратою сім'ї в Україні.
Також у 2020 році Віра зіграла та була співпродюсером повнометражного фільму «Книга Візій», виконавчим продюсером якого був Терренс Малік. У головних ролях Чарльз Денс, Лотте Вербек та Сверрір Гуднасон. Фільм був вперше представлений на Венеціанському кінофестивалі.
У 2022 вона збирала кошти разом з українським гуртом БАХ.РОМА та британським гуртом The Subways для Фонду Тульса у Києві, який допомагає сиротам та сім'ям з дітьми, постраждалими від війни в Україні.
У 2023 році Віра написала, зрежисувала і зіграла у короткометражній драмі "Тихий канарок", яка виграла нагороди за "Найкращого режисера року" та "Найкращий короткометражний фільм року" на церемонії Independent Shorts Awards у Лос-Анджелесі.
У 2024 році Віра брала участь у виконанні п'єс, написаних молодими українцями, які проживають у Шотландії, в рамках заходу Class Act Ukraine в театрі Traverse в Единбурзі, Шотландія, під керівництвом Ніколи МакКартні та Наталки Ворожбит.

## Особисте життя
У травні 2008 року вийшла заміж за італійського архітектора Робіна Монотті Граціадіо. Виховує сина Ніколя і доньку.
Віра говорить на шести мовах: російській, українській, англійській, іспанській, італійській, шведській.

## Номінації та нагороди
У грудні 2006 року спектакль «Нєточка Нєзванова» був удостоєний дипломами «Театр високої літератури» на Санкт-Петербурзькому фестивалі незалежного театру «Різдвяний парад». Він також з успіхом був показаний в Лондоні, брав участь в Единбурзькому фестивалі.